# Loreen
Lorine Zineb Nora Talhaoui (Estocolmo, 16 de outubro de 1983), mais conhecida por seu nome artístico Loreen, é uma cantora e produtora musical sueca. Representando seu país, ela venceu o Festival Eurovisão da Canção em 2012 e 2023 com as canções "Euphoria" e "Tattoo", respectivamente, tornando-se a segunda pessoa e a primeira mulher a ganhar o festival em duas ocasiões, depois de Johnny Logan.
Interessada em tornar-se cantora, ela participou no concurso de televisão Idol (versão sueca do American Idol) de 2004 , ficando em quarto lugar. No ano seguinte, ela lançou seu primeiro single, "The Snake", com a banda Rob'n'Raz e tornou-se uma apresentadora de televisão na TV 400. Trabalhando como produtora do segmento e diretora de vários reality shows da TV sueca. Em 2011, ela participou no Melodifestivalen com o single "My Heart is Refusing Me" que embora não tenha ido além da Andra Chansen (segunda chance), obteve sucesso comercial no seu país. Em 2017, volta a tentar a sua sorte no Melodifestivalen.

## Biografia
Loreen nasceu em Estocolmo na Suécia em 16 de outubro de 1983, e mudou-se com 6 anos de idade para Västerås, após a separação dos pais. Foi lá que frequentou pela primeira vez a escola, a Önstaskolan e na adolescência a Wenströmska. Passou a maior parte de sua adolescência em Gryta, um subúrbio de Västerås. Os seus pais são berberes de origem marroquina. Para além de familiares em Marrocos, ela tem também famíla em Pamplona, Almeria e Barcelona, em Espanha.

## Carreira

### 2004-11: Idol e carreira na televisão
Loreen alcançou a fama ao participar no programa de talentos Idol (versão sueca do American Idol) em 2004. O júri dá lhe uma segunda oportunidade e a partir daí passou á fase das galas. Acabou no quarto lugar da competição. Após sua participação no programa, em 2005, lançou o seu primeiro single "The Snake" com o duo Rob'n'Raz. No mesmo ano estreou-se como apresentadora de televisão da TV400, mais tarde renomeada TV11. Entre 2005 e 2011, trabalhou atrás das câmeras como produtora e diretora dos programas televisivos Värsta pojkvänsakademin (TV3), Matakuten (TV4) e Frufritt (SVT).

### 2011-2017: Melodifestivalen 2012 , Eurovisão e "Heal", Melodifestivalen 2017

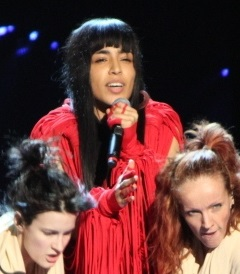
Loreen se apresentando no Melodifestivalen de 2011.

Em 2011, participou no concurso Melodifestivalen, que decidia quem iria representar a nação sueca no Festival Eurovisão da Canção, com sua faixa "My Heart Is Refusing Me", escrita por ela juntamente com Moh Denebi e Björn Djupström. Depois de se ter classificado em 4º lugar na segunda semifinal em Gotemburgo a 12 de Fevereiro de 2011, ela teve de competir no Andra Chansen (Segunda Chance), mas falhou a qualificação para a final após Sara Varga ter levado a melhor com a música "Spring för livet", num duelo. A música foi lançada a 11 de Março de 2011 e tornou-se num hit nos charts suecos, estreando e alcançando o  9º lugar. Juntamente com o sucesso de Loreen, um ano mais tarde, a canção reentrou nos charts suecos.
Em 2012, Loreen voltou a participar no Melodifestivalen, com a faixa "Euphoria", composta por Thomas G:son e Peter Boström. O seu 1º lugar na 1ª semifinal valeu-lhe a passagem direta para a final. Em 10 de março de 2012, venceu a final do Melodifestivalen e é a canção mais votada na história do programa, com cerca de 670 551 votos. Poucos dias antes, "Euphoria" era a terceira música mais tocada no Spotify a nível mundial.
A 26 de maio de 2012, venceu o Festival Eurovisão da Canção 2012 com 372 pontos, confirmando todas as previsões que a apontavam como a grande vencedora da noite. Tornou-se a segunda participante que mais obteve pontos no concurso, atrás do norueguês Alexander Rybak na edição de 2009 com 387 pontos. Obteve 18 vezes a pontuação máxima de 12 pontos, mais do que qualquer outro na história. Em 3 de Junho de 2012, "Euphoria" de Loreen alcança o 3º lugar no chart oficial de singles do Reino Unido, a posição mais alta de uma música eurovisiva não-britânica desde o irlandês Johnny Logan em 1987 com "Hold Me Now". Ela é também conhecida por ter uma presença permanente no chart do Reino Unido, tendo estado no top 20 durante várias semanas, algo muito raro para uma música da Eurovisão.

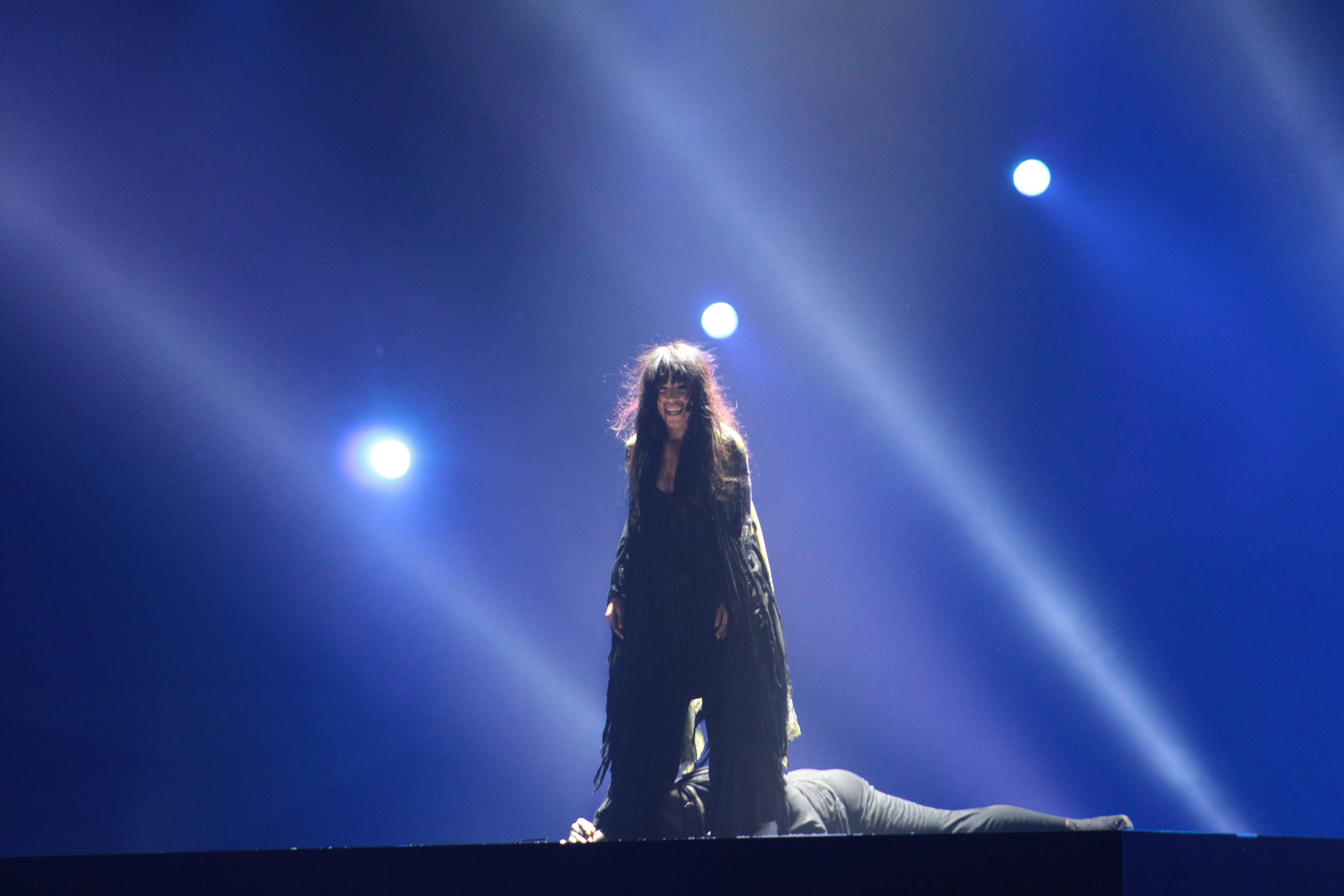
Loreen interpretando a canção "Euphoria", faixa vencedora do concurso do Eurovisão de 2012.

Em 21 de Junho atuou no MTV World Stage em Gotemburgo, na Suécia, para milhares de pessoas. O título do seu álbum de estreia "Heal" foi confirmado no final de Agosto de 2012. O álbum foi lançado a 24 de Outubro de 2012 e logo alcançou o primeiro lugar do Sverigetopplistan Albums Top 60 e foi certificado com platina na segunda semana, após ter vendido mais de 40 000 cópias. Foi lançada um versão remix de "My Heart Is Refusing Me" a 8 de Outubro de 2012 como o segundo single europeu do álbum. No mesmo dia, "Crying Out Your Name" foi lançado como o quarto single no seu país natal. Durante a promoção do seu álbum foi convidada em vários programas europeus, "Must Be The Music" na Polónia (21 de outubro de 2012), "X-Factor" na Roménia (18 de novembro de 2012) e a terceira edição do "The Voice" na Holanda, são apenas alguns exemplos.
Loreen promoveu o novo single "We Got The Power" incluído na reedição do seu álbum de estreia "Heal" na final do Festival Eurovisão da Canção de 2013, onde interpretou um medley com esta canção, "My Heart Is Refusing Me" e "Euphoria". Também interpretou "Euphoria" na 1ª semifinal juntamente com cerca de 69 crianças numa versão diferente da original, não só pela forma como foi cantada mas também pelo uso da linguagem gestual.
"We Got the Power" o seu single posterior, foi produzido por Patrik Berger e escrita por Ester Dean, que já trabalhou com nomes como Icona Pop, Rihanna e Robyn.

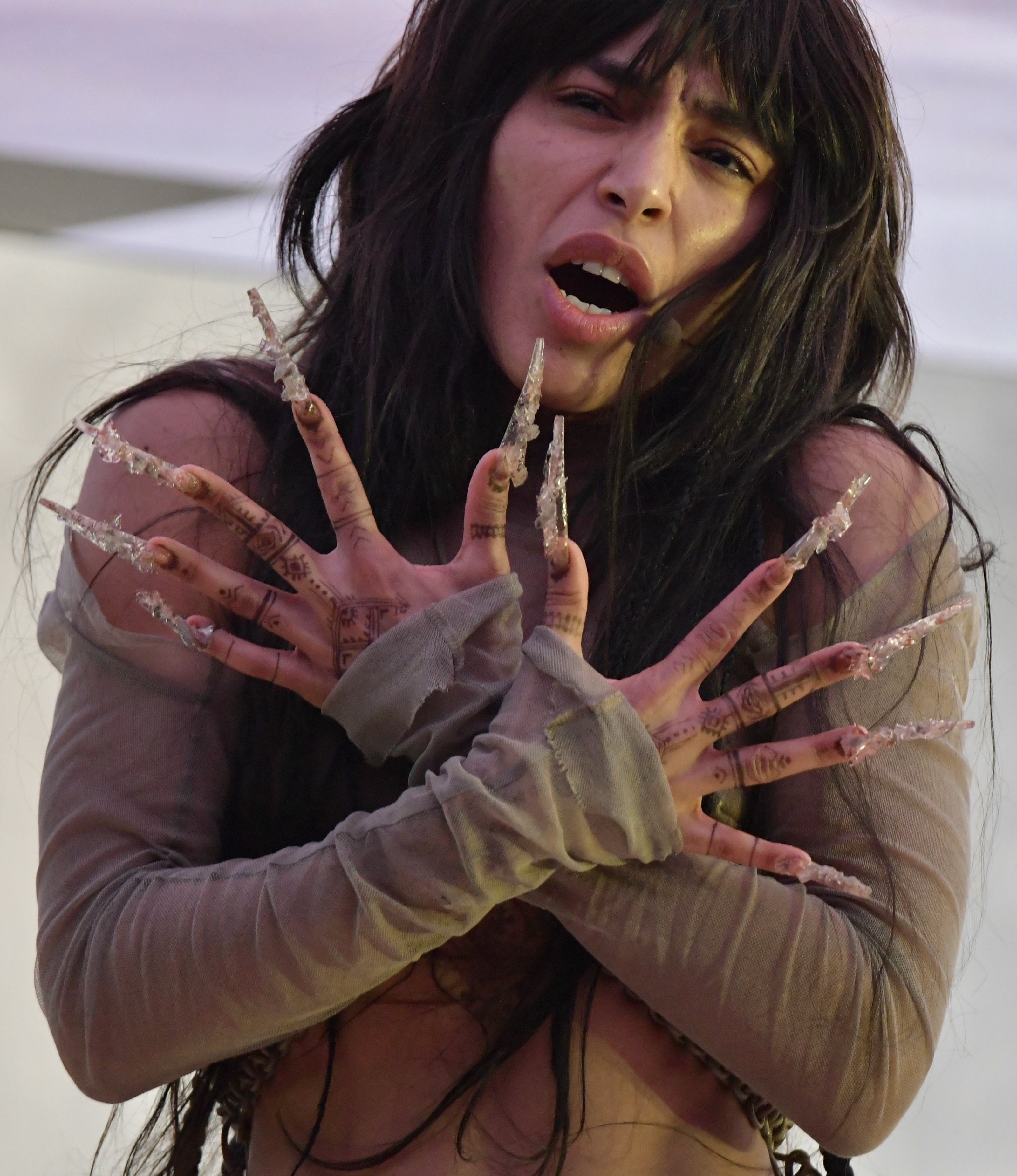
Melodifestivalen (2023).

Em 2017, Loreen voltará  a participar no Melodifestivalen, com a faixa "Statements", composta por : Anton Hård af Segerstad, Joy Deb, Linnea Deb, Loreen. Concorreu na Semifinal nº4.

## Ativismo político
Loreen também é conhecida pela sua coragem na luta pelos direitos humanos. Durante o Eurovision Song Contest de 2012 em Baku, no Azerbeijão, foi a única concorrente que demonstrou ser contra o regime azeri e encontrou-se com ativistas locais dos direitos humanos. Mais tarde disse aos repórteres que "os direitos humanos são violados todos os dias no Azerbeijão. Ninguém devia ficar em silêncio perante coisas como esta.". Um porta-voz do governo azeri, como resposta, criticou-a, dizendo que o concurso não deveria ser "politizado" e solicitou à EBU que evitasse estes encontros. Os diplomatas suecos disseram que a EBU, a televisão sueca e Loreen não tinham agido contra as regras da competição. Em Julho de 2012, Loreen atuou no Slavianski Bazaar na Bielorrússia, onde o presidente bielorrusso Alexander Lukashenko estava presente. Durante a sua visita ao país, ela encontrou-se com a esposa do prisioneiro político Ales Bialiatski, os representantes de Viasna e outros jornalistas independentes, e num encontro de duas horas ela expressou as suas palavras de apoio aos presos políticos e assinou a petição para banir a pena de morte no país. Mais tarde, Loreen revelou que estava plenamente consciente dos riscos que "dizer o que pensa" lhe podia trazer, inclusive a possibilidade de ser parada ou ficar presa no aeroporto quando tentava regressar a casa.

## Vida pessoal
Em 2017, Loreen afirmou ser bissexual. Em março de 2021, ela afirmou ter um namorado.

## Singles Principais
| Ano  | Single                  | Album    |
| ---- | ----------------------- | -------- |
| 2012 | Euphoria                | Heal     |
| 2012 | My heart is refusing me | Heal     |
| 2015 | Paperlight              | -------- |
| 2012 | We got the power        | Heal     |
| 2017 | Statements              | -------- |

## Discografia

### Álbuns
- 2012: Heal
- 2017: Ride

### Como artista destaque
| Ano  | Single                        | Álbum                                          |
| ---- | ----------------------------- | ---------------------------------------------- |
| 2004 | "Vill ha dig" (com Freestyle) | Det Bästa Från Idol 2004 (Best from Idol 2004) |
| 2005 | "The Snake" (com Rob'n'Raz)   | —                                              |

## Filmografia
- 2007 - Törnrosa (Bela Adormecida) em Shrek den tredje (Shrek o terceiro) - dobragem sueca
- 2008 - Willa em Barbie Mariposa Och Hennes Vänner Fjärilsälvor (Barbie Mariposa e as suas amigas fadas-borboletas) - dobragem sueca
- 2011 - Smurfarna (Smurfina) em Os Smurfs - dobragem sueca